# Museo Ferroviario de Santarém
El Espacio Museológico de Santarém está contiguo a la estación de ferrocarriles de esta ciudad, en Portugal. Se encuentra instalado en una antigua cochera de vagones de la estación de Santarém, en la Línea del Norte.

## Colección
- Locomotora Y 103 (1907)
- Locomotora D. Luiz (1862)
- Locomotora Pejão (1919)
- Locomotora 553 (1924)
- Salón del Príncipe 53001 (1877)
- Salón D. Maria Pia (1858)
- Dresina de inspección DI 10 (1927)